# ザック・トンプソン (左投手)
ザカリー・デビッド・トンプソン（Zachary David Thompson, 1997年10月28日 - ）は、アメリカ合衆国インディアナ州デラウェア郡セルマ出身のプロ野球選手（投手）。左投左打。MLBのセントルイス・カージナルス所属。

## 経歴
2016年のMLBドラフト11巡目（全体330位）でタンパベイ・レイズから指名されたが、この時は契約せずにケンタッキー大学へ進学した。
2019年のMLBドラフト1巡目（全体19位）でセントルイス・カージナルスから指名され、プロ入り。契約後、傘下のルーキー級ガルフ・コーストリーグ・カージナルスでプロデビュー。A+級パームビーチ・カージナルスでもプレーし、2球団合計で13試合（先発2試合）に登板して防御率3.52、23奪三振を記録した。
2020年は新型コロナウイルスの影響でマイナーリーグの試合が開催されなかったため、公式戦の登板は無かった。
2021年はAAA級メンフィス・レッドバーズでプレーし、22試合（先発19試合）に登板して2勝10敗2セーブ、防御率7.06、82奪三振を記録した。
2022年は開幕をAAA級メンフィスで迎え、6月3日にメジャー契約を結んでアクティブ・ロースター入りした。同日のシカゴ・カブス戦でメジャーデビューすると、6回から4イニングを最後まで投げ、セーブを記録した。この年メジャーでは22試合（先発1試合）に登板して1勝1敗1セーブ、防御率2.08、27奪三振を記録した。
2023年は25試合（9試合先発）に登板し、5勝7敗、防御率4.48、72奪三振を記録した。
2024年は5試合（2試合先発）に登板し、0勝2敗、防御率9.53、20奪三振と苦戦し、シーズンの大半をAAA級メンフィスで過ごした。

## エピソード
- トンプソンは前任者のダリル・カイルが2002年シーズン中に死去して以来、20年振りとなるカージナルスの背番号「57」着用者である。

## 選手としての特徴
制球は不安定だが、90mph台後半の速球と3000回転に達するカーブで奪三振を量産する。

## 詳細情報

### 年度別投手成績
| 年 度    | 球 団    | 登 板 | 先 発 | 完 投 | 完 封 | 無 四 球 | 勝 利 | 敗 戦 | セ 丨 ブ | ホ 丨 ル ド | 勝 率 | 打 者 | 投 球 回 | 被 安 打 | 被 本 塁 打 | 与 四 球 | 敬 遠 | 与 死 球 | 奪 三 振 | 暴 投 | ボ 丨 ク | 失 点 | 自 責 点 | 防 御 率 | W H I P |
| -------- | -------- | ----- | ----- | ----- | ----- | -------- | ----- | ----- | -------- | ----------- | ----- | ----- | -------- | -------- | ----------- | -------- | ----- | -------- | -------- | ----- | -------- | ----- | -------- | -------- | ------- |
| 2022     | STL      | 22    | 1     | 0     | 0     | 0        | 1     | 1     | 1        | 1           | .500  | 136   | 34.2     | 20       | 3           | 14       | 0     | 0        | 27       | 1     | 0        | 9     | 8        | 2.08     | 0.98    |
| 2023     | STL      | 25    | 9     | 0     | 0     | 0        | 5     | 7     | 0        | 1           | .417  | 287   | 66.1     | 69       | 8           | 25       | 0     | 2        | 72       | 3     | 0        | 35    | 33       | 4.48     | 1.42    |
| 2024     | STL      | 5     | 2     | 0     | 0     | 0        | 0     | 2     | 0        | 0           | .000  | 83    | 17.0     | 24       | 6           | 8        | 0     | 1        | 20       | 0     | 0        | 18    | 18       | 9.53     | 1.88    |
| MLB：3年 | MLB：3年 | 52    | 12    | 0     | 0     | 0        | 6     | 10    | 1        | 2           | .375  | 506   | 118.0    | 113      | 17          | 47       | 0     | 3        | 119      | 4     | 0        | 62    | 59       | 4.50     | 1.36    |

- 2024年度シーズン終了時

### 年度別守備成績
| 年 度 | 球 団 | 投手（P） | 投手（P） | 投手（P） | 投手（P） | 投手（P） | 投手（P） |
| 年 度 | 球 団 | 試 合     | 刺 殺     | 補 殺     | 失 策     | 併 殺     | 守 備 率  |
| ----- | ----- | --------- | --------- | --------- | --------- | --------- | --------- |
| 2022  | STL   | 22        | 4         | 3         | 0         | 0         | 1.000     |
| 2023  | STL   | 25        | 2         | 7         | 0         | 1         | 1.000     |
| 2024  | STL   | 5         | 2         | 1         | 0         | 0         | 1.000     |
| MLB   | MLB   | 52        | 8         | 11        | 0         | 1         | 1.000     |

- 2024年度シーズン終了時

### 背番号
- 57（2022年 - ）※カージナルスでは2002年に死去したダリル・カイル以来20年ぶりに背番号57の着用者となる[5]。